# Andrea Mia Ghez
Andrea Mia Ghez (Nova York, 16 de juny de 1965) és una astrònoma estatunidenca, Premi Nobel de Física de 2020.
Professora al Departament de Física i Astronomia en UCLA, va obtenir un BS en Física de l'Institut Tecnològic de Massachusetts el 1987 i va fer el doctorat a l'Institut de Tecnologia de Califòrnia el 1992. El 2020, la doctora Ghez va rebre el premi Nobel de Física juntament amb Reinhard Genzel "per la seva descoberta d'un objecte compacte supermassiu al centre de la nostra galàxia" i alhora amb Roger Penrose pels seus estudis del forat negre al centre de la Via Làctia.
La seva recerca actual implica l'ús de tècniques d'alta resolució espacial en imatges, com l'òptica adaptativa i els Telescopis Keck, per estudiar les regions de la formació estel·lar i el forat negre supermassiu al centre de la Via Làctia conegut com a Sagitari A*.
Usa la cinemàtica dels estels prop del centre de la galàxia com una prova per investigar aquesta regió. L'alta resolució dels telescopis Keck li donen una millora significativa en el primer gran estudi de les galàxies centrals cinemàtiques pel grup Reinhard Genzel.
El 2004, Ghez fou escollida per ingressar a l'Acadèmia Nacional de Ciències dels Estats Units. En 2004, la revista Discover va incloure Ghez entre els vint científics als Estats Units que han demostrat un alt grau de comprensió en els seus respectius camps. Els documentals han estat organitzats per The Learning Channel, BBC, i The History Channel; el 2006 va haver-hi una presentació en Nova.

## Forats negres al centre galàctic
Usant l'alta resolució en l'infraroig del telescopi Keck, Ghez i els seus col·legues han estat capaços d'observar el centre fosc de la nostra galàxia. Van descobrir que hi ha molts estels orbitant el·lípticament el forat negre central. Des de 1995, l'objecte SOTA-2 ha fet gairebé una òrbita el·líptica completa. Diverses dècades més seran necessàries per completar les òrbites d'alguna d'aquests estels. A l'octubre de 2012 un segon estel en òrbita al voltant del centre galàctic, SOTA-102, va ser identificada pel seu equip de la UCLA.

## Vida privada
Crescuda a Chicago, Ghez primer volia ser ballarina. Els allunatges la van inspirar a ser la primera astronauta i la seva mare li va donar suport. El seu únic model de rol femení va ser la seva professora de química a l'escola. Va començar el col·legi per l'especialització en matemàtiques, però va canviar a la física.
Ghez està casada amb Tom LaTourrette, geòleg i científic de recerca en la corporació RAND. Tenen dos fillsː Evan, nascut el 2001 i Miles, nascut el 2005. Ghez és una nedadora apassionada en el Club de Natació Masters, activitat que practica per prendre un descans de la ciència.

## Premis
- Premi Annie J. Cannon en Astronomia (1994).[18]
- Premi Packard Packard (1996)[19]
- Premi Newton Lacy Pierce en Astronomia de l'American Astronomical Society (1998)[18]
- Premi Sackler (2004)[20]
- Premi Or per Acadèmia Excel·lent (2004)[21]
- Beca MacArthur (2008)[22]
- Premi Crafoord (2012).
- Premi Nobel de Física (2020)

## Publicacions
- The Multiplicity of T Tauri Stars in the Taurus-Auriga & Ophiuchus-Scorpius Star Forming Regions: A 2.2 micron Imaging Survey, 1993, AJ, 106, 2005
- High Spatial Resolution Imaging of Pre-Main Sequence Binary Stars: Resolving the Relationship Between Disks and Close Companions, 1997, ApJ, 490, 353
- High Proper Motions in the Vicinity of Sgr A*: Unambiguous Evidence for a Massive Central Black Hole, 1998, ApJ, 509 678
- The Accelerations of Stars Orbiting the Milky Way's Central Black Hole, 2000, Nature, 407, 349
- The First Measurement of Spectral Lines in a Short-Period Star Bound to the Galaxy's Central Black Hole: A Paradox of Youth, 2003, ApJLetters, 586, 126